# Portezuelo, Veracruz
Portezuelo är en ort i Mexiko.   Den ligger i kommunen Manlio Fabio Altamirano och delstaten Veracruz, i den sydöstra delen av landet, 300 km öster om huvudstaden Mexico City. Portezuelo ligger 39 meter över havet och antalet invånare är 361.
Terrängen runt Portezuelo är platt. Runt Portezuelo är det ganska tätbefolkat, med 172 invånare per kvadratkilometer. Närmaste större samhälle är Veracruz, 16,8 km öster om Portezuelo. Trakten runt Portezuelo består till största delen av jordbruksmark.